# Таковость
Та́ковость, татха́та или ятхабхутам (санскр. तथता — IAST: tathatā) — понятие религиозной философии, конкретно — буддизма махаяны, определяющее истинные свойства или подлинное существо объекта или явления, не замутнённое внешними иллюзиями.
Особое значение понятие таковость приобрело в буддизме в смысле восприятия истинной сущности, абсолюта вне иллюзий Мары и вне страданий сансары. Иллюстрируя понятие таковости буддисты говорят, что исторических будд было несколько, но все они суть явление одной и той же сущности, характеризуя которую Будда Гаутама использовал термин татхагата (санскр. - так приходящий).
Эти «самоподобные» концепции не являются ни «я», ни чувствующими существами, ни душой, ни личностью.

## В махаяне
Для махаянских школ буддизма таковость означает «особую способность непосредственно воспринимать реальность [такой], как она есть», является синонимом праджни и отождествляется с природой будды. Согласно сутрам праджняпарамиты, таковость также означает истинную реальность, которая по своей природе пуста. Кроме того таковость определяют как просветление: «Таковость — это бесподобное совершенное просветление. Эта таковость не возрастает, не убывает». Будда определял таковость как «наивысшее совершенное просветление» и указывал, что она же «является причиной просветления». Согласно Нагарджуне, таковость также означает «пустотность».
Концепция «единого сознания», стремящаяся объединить виджнянаваду, мадхьямику и концепцию татхагатагарбхи, оформленная в Махаяна-шраддхотпада-шастре и получившая дальнейшее развитие в школе чань, указывала, что «единое сознание» включает в себя все дхармы: «подверженные бытию» и «не подверженные бытию», «омрачённые» и «просветлённые». Также, согласно концепции, «единое сознание» состоит из двух неразрывных сознаний, включающих в себя все дхармы: сознания истинной таковости (бхутататхаты) и обусловленного сознания. В данном случае под сознанием истинной таковости понималось единое сознание, которое может выражаться как в «истинной пустоте», так и в «истинной не-пустоте». В то же время в Махаяна-шраддхотпада-шастре указывалось, что такое деление нужно вследствие того, что «сознание живых существ омрачено неведением», поэтому «возникает дискурсивное мышление, и они отходят от [истинной таковости], поэтому и говорится: „пустота“; но если они освободятся от омрачённого сознания, то в действительности не будет ничего, о чём можно говорить „пустота“».
Ашвагхоша описывал таковость следующим образом: 
«Таковость не есть ни сущее, ни не-сущее, ни сущее и ни не-сущее одновременно, ни сущее и ни не-сущее раздельно; она не есть ни единство, ни множество, ни единство и ни множество совместно, ни единство и ни множество раздельно». В Махаяна-шраддхотпада-шастре отмечалось, что понятие «истинная таковость» лишено каких-либо признаков и является «пределом словесных объяснений, словом, которое кладёт конец всем словам».
Профессор Е. С. Штейнер указывал, что таковость определяется десятым рисунком в десяти быках, серии дзэнских картинок с подписями в стихах и в прозе, выражающих этапы постижения учения школы.

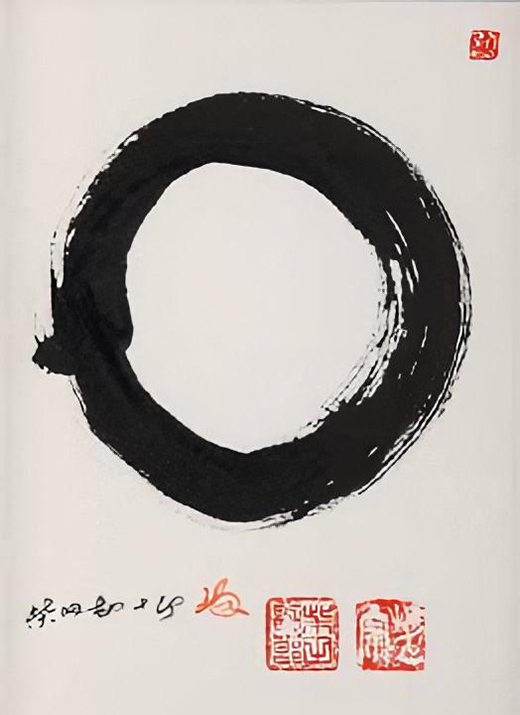
В дзэн образ круга энсо выражает собой «истинную таковость».

Чаньские наставники часто использовали различные повседневные ситуации для помощи ученикам в «познании вещей в их таковости» или «ежедневного просветления»:

Однажды к Чжао-чжоу обратился монах:
— Учитель, я все ещё далек от цели. Дайте мне наставление.
— Ты уже позавтракал? — спросил мастер.
— Да, — ответил монах.
— Так пойди и вымой за собой чашку!
В этот момент монах прозрел.
Дзэнский мастер Догэн говорил о познании вещей в их таковости следующим образом: «глаза горизонтальны, нос вертикален», «солнце — на востоке, луна — на западе».
Д. Т. Судзуки считает, что японский поэт Мацуо Басё в своём известном хайку «Старый пруд» открыл во всплеске воды ту же таковость вещей, какую японист Р. Х. Блайс видел в лунной природе или природе вишни в цвету: «Этот звук, исходящий из старого пруда, был воспринят Басё как наполняющий всю вселенную. Не только всё окружающее полностью вошло в звук и исчезло в нем, но и сам Басё был вычеркнут из собственного сознания». После данного опыта «старый пруд перестал быть старым прудом, а лягушка — лягушкой», сам Басё же «воскрес» и превратился в «Звук» или «Слово», постигнув загадку бытия-становления.

## Двенадцать аспектов таковости (бхутататхата)
1. Таковость (татхата)
2. Носитель (среда) дхарм (дхармадхату)
3. Природа дхарм (дхармата)
4. Реальность (авитатхата)
5. Неизменность (ананья-татхата)
6. Универсальность или неразличаемость (самата)
7. Бессмертность (отделенность от рождения и смерти)
8. Вечность
9. Вместилище дхарм (дхармастхитита)
10. Границы реальности (бхута-коти)
11. Пространство, пустота, нематериальность (акаша-дхату, антарикша)
12. За пределами мысли и речи (ачинтьядхату)